# Alexander Nevskij (film)
|  | For andre betydninger, se Aleksandr Nevskij (flertydig) |
Aleksander Nevskij (russisk: Алекса́ндр Не́вский) er en sovjetisk historisk dramafilm fra 1938 instrueret af Sergej Eisenstein.
Filmen handler om Den Tyske Ordens invasion af Novgorod i 1200-tallet og ordenens nederlag til den russiske fyrste Aleksandr Nevskij (1220–1263).
Eisenstein skabte filmen i et samarbejde med instruktøren Dmitrij Vasiljev, og manuskriptet blev skrevet i samarbejde med Pjotr Pavlenko; begge var blevet tilknyttet projektet for at sikre, at Eisensteins film ikke bevægede sig mod "formalisme" og for at sikre, at filmen kunne blive optaget indenfor rimelig tid. Filmen er produceret af Goskino ved hjælp af Mosfilms produktionsenhed med Nikolaj Tjerkasov i hovedrollen og filmmusik komponeret af Sergej Prokofjev. Aleksandr Nevskij var den første og den mest populære af Eisensteins tre tonefilm. Eisenstein, Pavlenko, Tjerkaso og Andrej Abrikosov modtog alle Stalinprisen i 1941 for deres arbejde med filmen.
Filmen blev i 1978 af det italienske mediehus Arnoldo Mondadori Editore optaget på mediehusets liste over verdens 100 bedste film. Mediet Russia Beyond har optaget filmen på listen over de ti bedste russiske krigsfilm.
Filmen havde dansk biografpremiere den 3. oktober 1977 i biografen Vester Vov Vov.

## Handling
Filmen, der består af 12 scener, handler om Novgorods kamp under Aleksandr Nevskijs ledelse mod den invaderende Tyske Orden. Udover konflikten mellem det russiske folk og Den Tyske Orden indgår i filmen en sidehistorie om rivaliseringen mellem de to helte Vasilij Buslaj og Gavrily Oleksitj.
Hovedhistorien er baseret på er baseret på de historiske begivenheder i det 13. århundrede, hvor Novgorod kæmpede mod invaderende tyske og skandinaviske styrker, der søgte at udvide deres interessesfære i områderne omkring den østlige Østersø. Handlingen foregår i 1242, dvs.. to år efter sejren over svenskerne ved Slaget ved Neva i 1240, hvilket gjorde det muligt for filmen at fokusere alene på det "tyske" tema. Filmens handling følger dog ikke slavisk de historiske begivenheder, og der er i manuskriptet en række afvigelser fra det historiske hændelsesforløb, ligesom flere af filmens begivenheder og personer er fiktive.
Filmen beskriver Den Tyske Ordens tropper, der rykker frem mod Ruslands vestlige grænser. Ved hjælp af forræderen Tverdilo indtager Den Tyske Orden Pskov, hvor de torturerer og dræber de lokale beboere. De tyske ridderne fordeler mellem sig de endnu ikke erobrede russiske områder, tildeler sig selv titler som fyrster og håber på støtte fra paven. Byens guvernør, bojar Pavsja bliver hængt på kirkens facade, efter at han forinden har beordret sin datter Vasilisa til at flygte fra byen og tage hævn, og har opfordret folket i Pskov til at tilkalde fyrst Aleksandr for at befri byen.
Folket i Novgorod beslutter at gøre modstand mod de invaderende tropper og beder Aleksandr om at hjælpe byen. De to helte, krigerne Vasilij Buslaj og Gavrilo Oleksich, bejler til den samme jomfru, Olga Danilovna, og hun beslutter sig for, at hun vil vælge den, der vil vise sig den bedste i den kommende kamp.
Aleksandr Nevskij kommer byen til hjælp, og de to hære mødes ved den frosne sø Peipus. Inden slaget på isen har en af Aleksandrs officerer fortalt en fabel om en ræv, der sidder fast i en fælde, som en hare har lokket den i. Aleksandr gør det samme: Han placerer sine tropper i en ring, og lokker tyskerne ind i midten, hvorefter han omringer fjenden og besejrer dem. Tyskerne tager flugten, men isen kan ikke bære tyskerne i deres tunge rustninger, og flere går gennem isen og drukner. Angribernes ledere bliver taget til fange.
Efter slaget hjælper russiske kvinder de sårede. De to helte, Vasilij Buslaj og Gavrily Oleksitj, føres alvorligt sårede til Pskov. Vasilij fortæller folkemængden, at hverken han eller Gavrilo var de modigste i kampen: den ære tilfalder Vasilisa, og efter hende kom Gavrilo. Vasilisa har kæmpet side om side med Vasilij og har udvist stort mod. Således er Gavrilo og Olga forenet, mens Vasilij vælger Vasilisa som sin kommende brud (med hendes uudtalte samtykke).
Prinsen og folket i Pskov dømmer germanerne. Almindelige landsknægte løslades, ridderne bliver tilfangetaget til at blive frigivet senere mod løsesum. Forræderen Tverdilo overfaldes af en oprørt folkemængde, der formentlig slår ham ihjel.
Derefter fejrer befolkningen i Pskov og Novgorod sejren med en stor fest. Aleksandr formaner de frigivne riddere med en omskrivning af Matthæusevangeliet:
"Gå hen og fortæl alle i fremmede lande, at Rusland er i live! Lad dem besøge os uden frygt, men hvis nogen går ind i os med et sværd, vil han dø af sværdet! På det står og vil stå det russiske land!.

## Medvirkende
- Nikolaj Tjerkasov som Aleksandr Nevskij
- Nikolaj Okhlopkov som Vasilij Buslaev
- Andrej Abrikosov som Gavrilo Oleksitj
- Dmitrij Orlov som Ignat
- Vasilij Novikov som Pavsja

## Filmens bagrund og kontekst

### Eisensteins unåde
Efter at have vendt tilbage til Moskva fra Mexico City i maj 1932 stod Eisenstein over for voksende fjendtlighed og mistænksomhed over for ham. Kongressen for USSR's filmfolk i januar 1935 fandt sted i en periode Sovjetunionens historie, hvor stalinismen blev implementeret i det sovjetske samfund. Kongressen fastlagde, at den sovjetiske filmindustri skulle baseres på patriotisme og doktrinen om "socialistisk realisme", en bevægelse, som oprindeligt var opstået i litteraturen, men som nu overførtes til filmen. På konferencen blev Eisenstein blev anklaget for at være teoretisk og løsrevet fra livet. Samme år påbegyndte Eisenstein indspilningen af filmen Besjin-engen, der imidlertid blev stoppet af de sovjetiske myndigheder grundet "formalismen og kompleksiteten i billedsproget". Forbuddet mod Besjin-engnen som følge af "filmens antikunstneriske og åbenlyse politiske fiasko" anses som et af de væsentligste elementer i etablering af kommunistpartiets kontrol over sovjetisk film.
Eisenstein måtte fremføre offentlig selvkritik i pressen, og han blev endda anklaget for at have forbindelser med trotskisterne, hvilket under Stalin-æraen var en alvorlig anklage. Lederen af den sovjetiske filmbranche, B.V. Sjumjatskij, foreslog at udelukke ham fra at lave film. Eisenstein bad i et brev af 16. april 1937 om tilladelse fra Sjumjatskij til yderligere arbejde og tilbød at lave en film baseret på et manuskript af den partiloyale dramatiker V.V. Visjnevskij, Vi, det russiske folk om dannelsen af Den Røde Hær. Den 9. maj 1937 traf politbureauet for Centralkomiteen for kommunistpartiet beslutning om at give Eisenstein mulighed for at instruere en film med bemærkning om, at manuskript m.m. skulle forhåndsgodkendes og arbejdet overvåges.

### 1930’ernes politiske kontekst
Eisenstein skabte Aleksandr Nevskij under Stalinæraen i en periode, hvor der var spændinger i relationerne mellem Sovjetunionen og Nazi-Tyskland. Filmen indeholder flere elementer af åbenbare henvisninger til den daværende politiske situation mellem de to lande. Nogle af hjelmene, som de tyske infanterister bærer, minder om de tyske stålhjelme, der blev benyttet af Det tyske kejserriges hær under 1. verdenskrig. I den første udgave af filmens manuskript var der tillige hagekors på de tyske hjelme. Filmen viser Aleksandr som en folkets helt, der undgår konflikt med den gamle fjende, mongolerne, for i stedet at koncentrere kræfterne om en farligere fjende.
Filmen indeholder også stærkt anti-religiøse og anti-katolske budskaber. De invaderende tyske ridderes biskops bispehue er prydet med hagekors, hvorimod religion næsten ingen betydning har på den russiske side. Filmen følger et litterært forlæg ved navn Rus, skrevet af Pjotr Pavlenko, en sovjetisk forfatter, der fulgte den traditionelle sovjetiske socialrealisme. Regimet kunne stole på, at Pavlenko som "konsulent" ville rapportere om eventuelle afvigelser fra Eisensteins side. Alexandr Nevskijs centrale tema er fremstillingen af det jævne folks betydning for at redde Rusland og fremstillingen af de invaderende adelsmænd og handelsfolk som "bourgeoisiet" og fjender af folket, der ikke foretager sig noget produktivt.
Under optagelserne til filmen skrev Eisenstein et indlæg i USSR's store avis Izvestja med titlen "Aleksandr Nevskij og tyskernes kaotiske tilbagetog", hvori han drog paralleller mellem Nevskij og Stalin. Som følge heraf forlangte Stalin at se filmen inden dens udgivelse, og en udgave af filmen blev forevist for Stalin uden Eisensteins viden. Efter fremvisningen for Stalin blev filmen returneret til produktionsselskabet. Der manglede dog én af filmrullerne indeholdende en scene med et slagsmål blandt indbyggerne i Novgorod. Da det var uklart for produktionsselskabet, om rullen manglede fordi den var glemt, eller om Stalin havde været utilfreds med scenerne på rullen, besluttede de at udelade rullen fra den endelige film.
Filmen fik premiere i december 1938 om blev en stor publikumssucces. Den 15. april 1939 havde filmen solgt 23 millioner billetter og var den mest populære film i lange tider.
Da Sovjetunionen den 23. august 1939 underskrev Molotov-Ribbentrop-pagten, 'en ikke-angrebspagt mellem Sovjetunionen og Nazi-Tyskland, ophørte fremvisningerne af filmen i biograferne. Situationen ændrede sig imidlertid igen, efter aksemagternes invasion af Sovjetunionen den 22. juni 1941, og filmen blev atter vist i Sovjetunionen og flere steder i det ikke-besatte Vesten.

## Stil
Aleksander Nevskij er mindre eksperimenterende i sin fortællerstruktur end Eisensteins foregående film; den fortæller historien i en fortløbende beretning og fokuserer på én hovedperson. Specialeffekterne og kinematografien var nogle af de mest avancerede på daværende tidspunkt.
Filmens klimaks er det ca. 30 minutter lange slag på isen, der er drevet af Prokofjevs ildevarslende, ophidsende, triumferende musikalske narrativ, en sekvens, der har fungereret som forbillede for episke filmkampe lige siden (f.eks. Henry V, Spartacus, The Empire Strikes Back). Kampscenen var den første, der blev filmet, og da den blev optaget under en meget varm sommer lidt uden for Moskva, måtte filmfotograf Eduard Tisse tage ekstraordinære skridt for at gengive et vinterlandskab, herunder benytte et filter til at give illusionen af vinterlys, alle træet blev malet lyseblå og støvet med kridt, skabe en kunstig horisont af sand og konstruere bunker af is og sne ved hjælp af asfalt og smeltet glas. For at knuse "isen" under vægten af ridderne, benyttede mand flydende pontoner.

## Filmmusik
Filmen var Eisensteins første tonefilm (den tidligere Besjin-engen var også en tonefilm, men filmen blev stoppet før sin færdiggørelse). Filmens musik var komponeret af Sergej Prokofjev, der senere bearbejdede musikken til en koncert-kantate. Skabelsen af film og musik skete i tilknytning til hinanden; dele af musikken blev komponeret til filmen, og dele af filmen blev indspillet baseret på Prokofjevs musik. Det tætte samarbejde om skabelse af film om filmens musik satte nye standarder for filmproduktion.
I 1990 blev en renset version af filmen udgivet, og flere amerikanske symfoniorkestre opførte Prokofjevs kantate synkroniseret med filmens visning, herunder New York Philharmonic, Detroit Symphony Orchestra, The San Francisco Symphony, The Philadelphia Orchestra og The Baltimore Symphony Orchestra. Koncerterne blev ganske populære, bl.a. fordi Prokofjevs musik i de oprindelige udgaver af filmen lider af mange tekniske mangler, ligesom flere musikstykker var forkortet for at få dem til at passe til filmen.

## Nye udgave af filmen
Filmen blev restaureret i 1986, hvor filmen blev renset, filmens tekster ændret (i form, ikke i indhold) og musikken genindspillet med Emin Khatjatourijan som dirigent.
I 1995 blev en ny udgave af filmen udgivet på VHS og laserdisc med atter en nyindspilning af Prokofjevs musik i hi-fi-kvalitet.